# 스튜어트 섯클리프
스튜어트 퍼거슨 빅터 섯클리프(Stuart Fergusson Victor Sutcliffe, 1940년 6월 23일 ~ 1962년 4월 10일)는 스코틀랜드계 화가 겸 음악인이다. 영국의 록 밴드 비틀즈에서 베이스 기타리스트를 맡았었던 것으로 가장 유명하다. 섯클리프는 화가로서의 경력을 추구하고자 밴드를 탈퇴하였다. 섯클리프와 존 레논은 '비틀즈'라는 회명을 지은 것으로도 알려져 있으며, 이것은 둘이가 모두 좋아한 버디 홀리의 밴드 크리케츠에서 유래한 것이었다. 둘이는 회명이 이중적 의미를 가지는 것에도 매력을 느꼈다 한다(예컨대 크리케츠는 곤충의 의미도 있지만 스포츠의 일종이라는 딴 의미도 내포한다). 그리하여 존 레논은 비트라는 말에 착안하여 비틀즈라는 이름을 짓게 되었던 것이다(원래는 말장난적으로 비탈스(Beatals)라고 철자되었다). 비틀즈가 5인조일 때 활동한 인물이었으므로 소위 다섯 번째 비틀로서 언급되는 인물 중 한 명이기도 하다.
비틀즈가 함부르크에서 활동할 무렵 사진가 아스트리드 커처를 만났으며, 이후 약혼하였다. 비틀즈를 탈퇴한 후 함부르크 예술학교에 등록하였으며 훗날의 팝 아티스트 에두아르도 파올로지 아래서 수학하였다. 에두아르도는 훗날 스튜어트가 자신의 가장 뛰어난 학생 가운데 하나였다고 기록하였다. 섯클리프는 그림에서도 호평을 받았으며 대개는 추상적 표현주의에 관한 것이었다.
섯클리프가 독일에서 공부할 무렵 극심한 두통과 빛에 극심히 민감해지는 증상을 받는다. 1962년 2월 미술 수업 도중 두통을 호소하고서는 갑자기 쓰러졌다. 독일 의사가 검사를 해보았으나 정확히 무엇이 두통을 일으켰는지 알 수 없었다. 1962년 4월 10일 다시금 쓰러져 병원으로 이송되었으나 가는 도중에 사망하였다. 사인은 뇌출혈로 확인되었다. 우뇌에서 출혈이 있었던 것이다.